# 아이스 서클
아이스 서클(Ice Circle, 아이스 디스크, 아이스 팬)은 얼어붙은 물의 표면이 원 형태를 이루는 현상을 말한다. 대부분 정원과 비슷한 형태를 하고 있다. 작은 개체 여러 개가 - 같은 장소에서, 동시에 발견되기도 한다. 형태와 크기는 작은 CD모양부터 지름 4km까지 무척이나 다양하지만 전체적으로 원형이다. 회전하는 경우도 있다. 회전 방향이 딱히 정해져 있지는 않고 경우에 따라 다르다. 그러나 회전 속도는 한 개체에서 거의 일정하다. 바이칼 호수의 4km넓이의 두 아이스 서클이 NASA위성에 관측되기도 했다. 흔하지 않은 현상으로, 추운 기후 - 천천히 흐르는 물에서 발생한다.

회전하는 원인
최근 과학자들이 회전하는 원인을 밝혀냈다. 먼저, 차가운 물은 일반적으로 따뜻한 물보다 무겁다. 둘째로, 물은 가라앉으면서 회전을 한다. 배수관으로 물이 흘러가는 것을 생각해 보라. 아이스 서클이 느리게 녹기 때문에, 그것은 그 바로 아래에 있는 물을 시원하게 만든다. 이 물은 그 호수의 따뜻한 물보다 무겁기 때문에 가라앉게 된다. 이게 가라앉고, 도는 것은 얼음을 위로 올라가게 만든다.

## 관측 사례

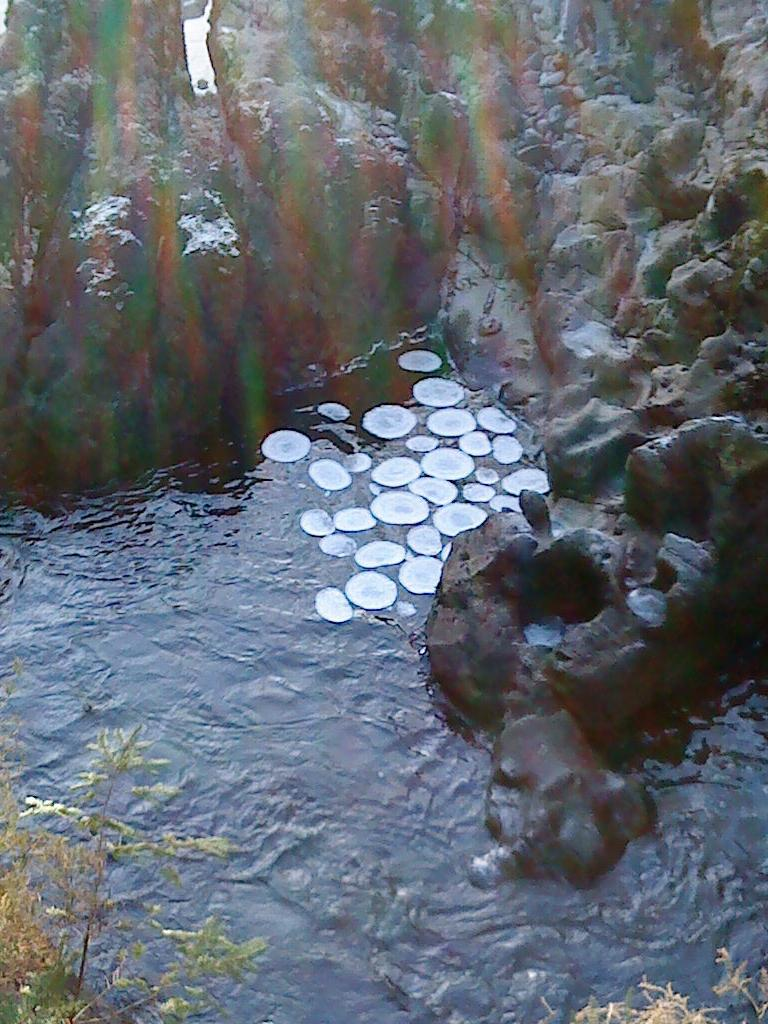
여러 개가 발견되기도 한다.

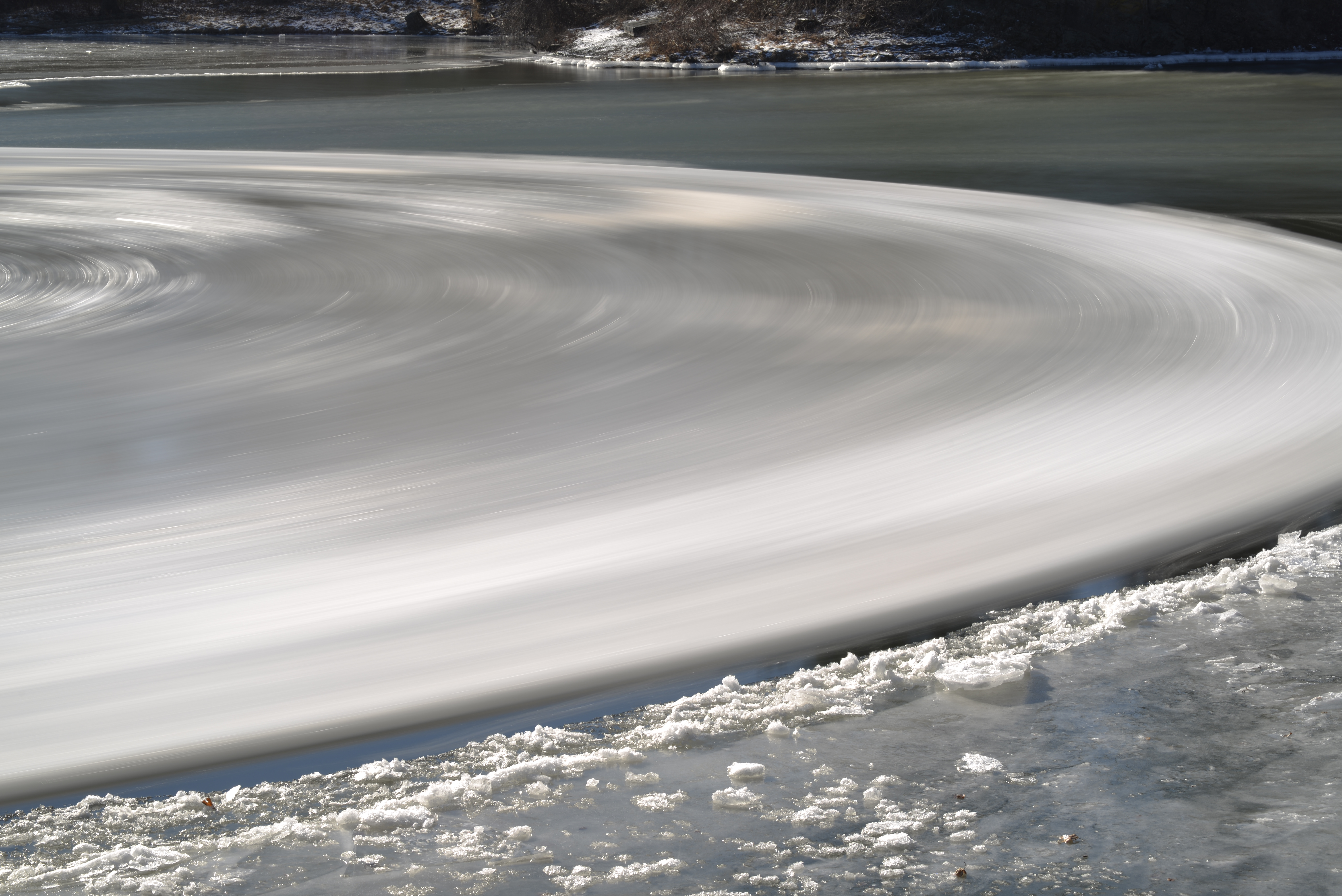
Esopus Creek에서 발생한 아이스 서클

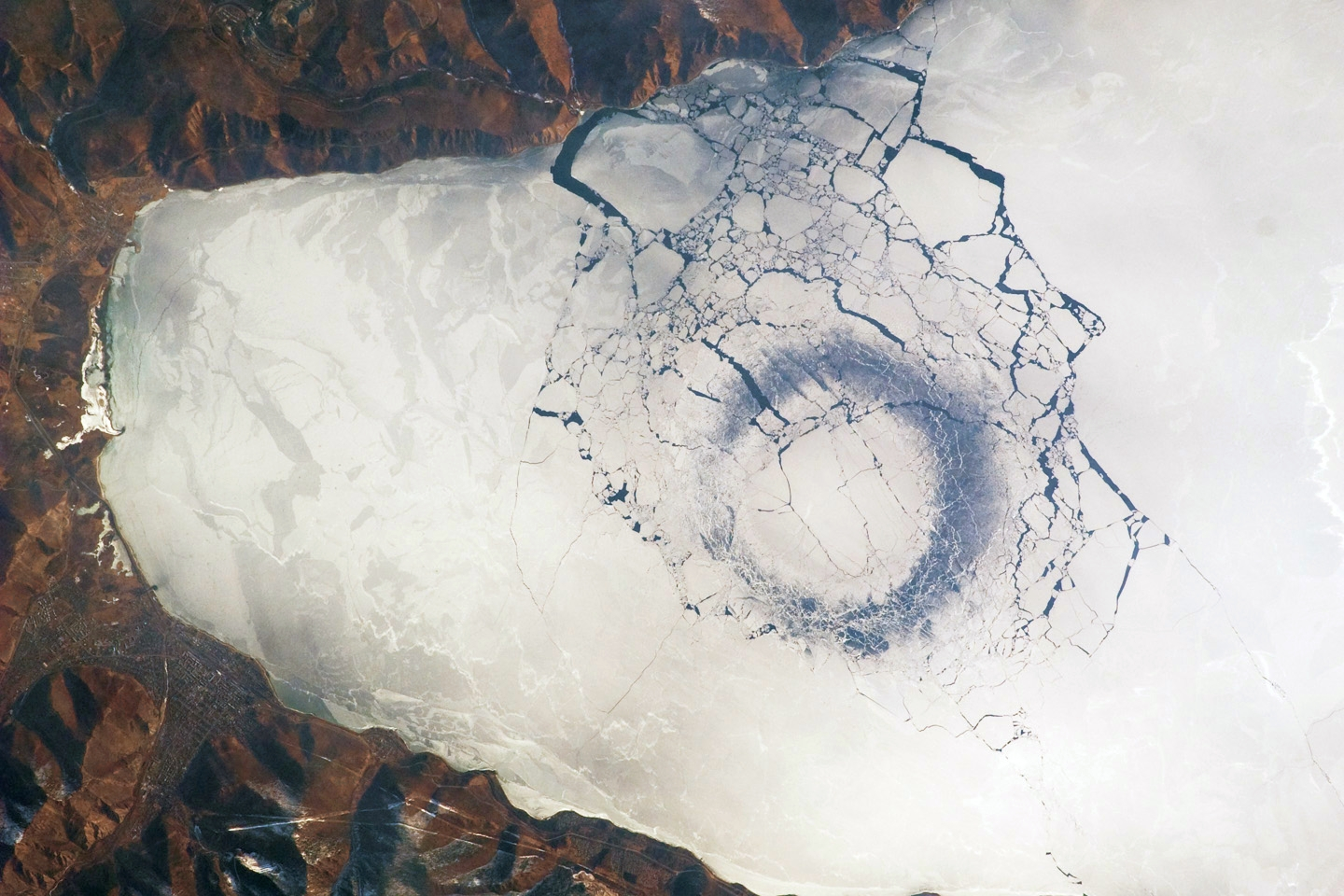
러시아 바이칼 호수

아이스 디스크는 스칸디나비아와 북아메리카에서 자주 관측된다. 때때로 잉글랜드와 웨일스에서도 발생한다.
2008년 12월 웨일스
2009년 1월 잉글랜드
2013년 12월 미국 노스다코타주 Sheyenne강
2014년 1월 22일 아이다호주 Snake River
2014년 1월 23일 미국 뉴욕주 Lake Katrine Esopus Creek 주위 - 지름 15m